# Pensa, Burkina Faso
Pensa là một tổng thuộc  tỉnh Sanmatenga ở miền trung Burkina Faso. Thủ phủ là thị xã Pensa. Dân số năm 2006 là 36.324 người.

## Các thị xã và làng xã
Ankouna, Badnongo, Bangkiemdé-Bangré, Bou, Boulga, Doro, Faramoura, Mognaba, Nahi-Peulh, Ouapaci, Raogo, Yalgo và Zinibéogo.